# Buhă

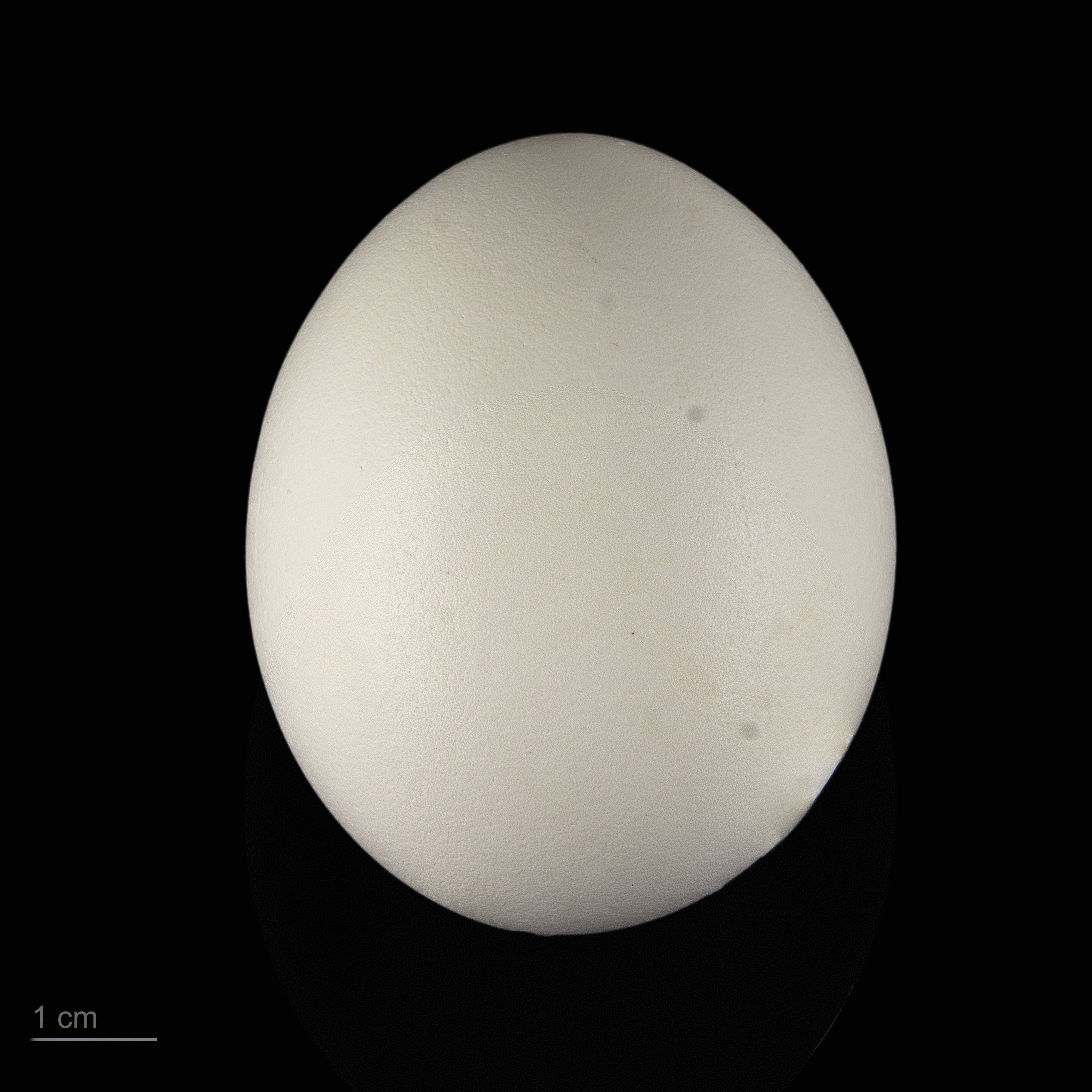
Bubo bubo bubo - MHNT

Buha (Bubo bubo), numită și buhă mare, bufniță mare, bufniță, este cea mai mare pasăre răpitoare de noapte din întreaga Europă, din familia strigidelor, cu penajul de culoare brun-roșcată, cu dungi negricioase, cu capul mare și ochii portocalii mari, cu smocuri lungi de pene pe cap. Este o pasăre sedentară, răspândită în aproape toată Eurasia. Trăiește mai ales în locurile sălbatice neperturbate cu terenuri inaccesibile, departe de așezări omenești – în ținuturi stâncoase cu pante abrupte și ravene, peșteri, păduri deschise cu copaci răzleți sau crânguri (evită pădurile dese), taiga, stepe împădurite, văile râurilor cu defileuri, cariere acoperite de vegetație; mai rar în terenuri agricole cu zone stâncoase sau pante abrupte propice.
În România este o specie rară, întâlnită în Carpați, la deal și în zonele de câmpie împădurite, în Dobrogea, Lunca Dunării. Presiunea antropică a determinat retragerea acestei specii în zonele montane unde își are liniștea necesară pentru reproducere. Populația estimată în România este de 200-700 de perechi cuibăritoare. În Republica Moldova actualmente este pe cale de dispariție, în secolul trecut câteva zeci de perechi de buhă cuibăreau în păduri și pe sectoare stâncoase de pe Nistru și Prut, precum și în Codri. Populația cuibăritoare din Republica Moldova este estimată la 0-5 de perechi. Sunt recunoscute 16 subspecii, în România și Republica Moldova cuibăresc 2 subspecii Bubo bubo bubo și Bubo bubo interpositus.

## Descriere

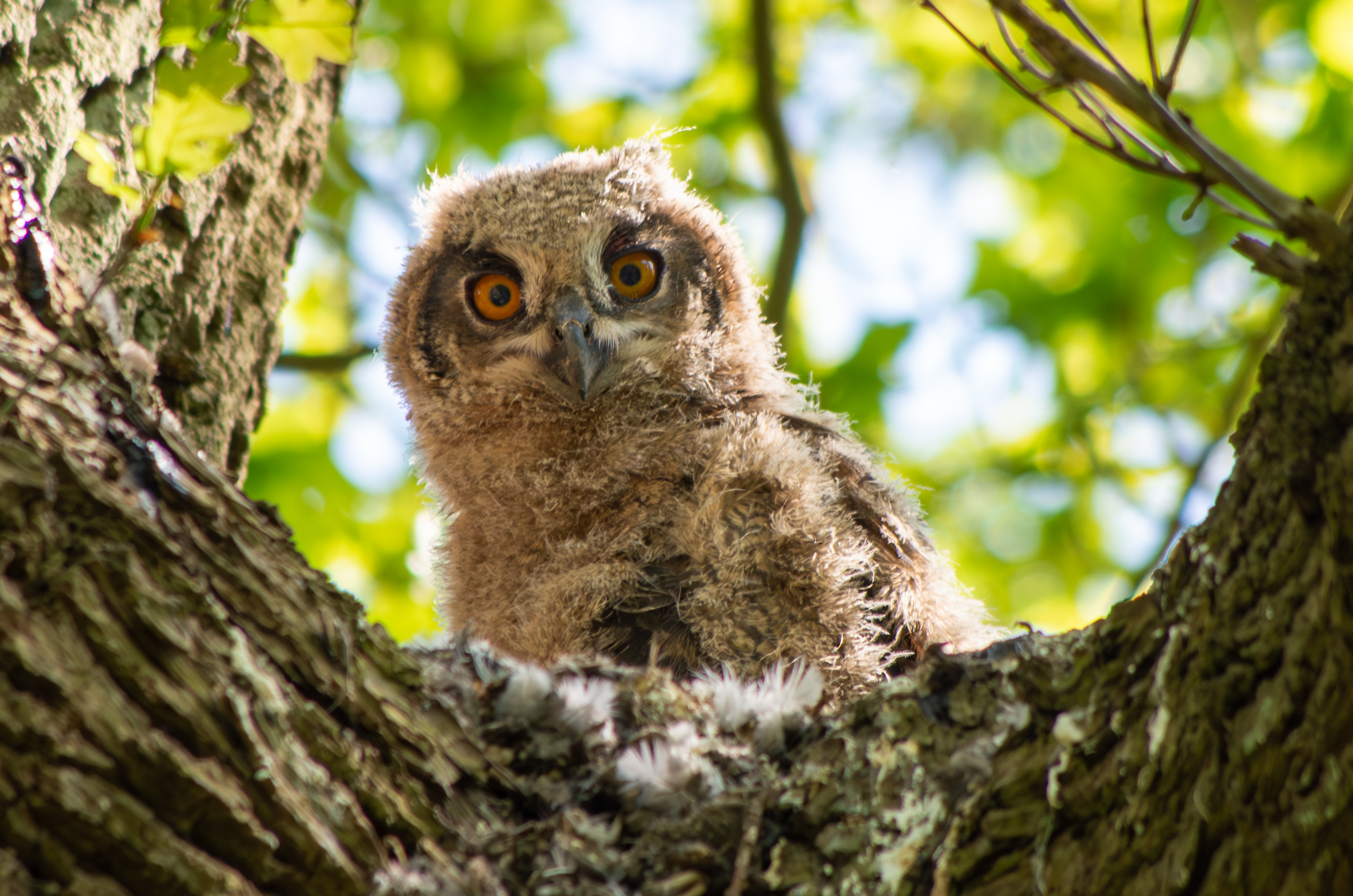
Buhă în sălbăticie, Hamburg, Germania

Buha este o pasăre uriașă (cea mai mare bufniță din lume).  Are o lungime de 58-71 cm; mascul are o greutate de 1550-2800 g, femela este mai mare și are o greutate de 2280-4200 g; anvergura aripilor 160-188 cm. Longevitatea maximă în sălbăticie, cunoscută după datele de inelare, este de 29 ani, în captivitate până la 68 de ani. Când este relaxată are o formă de butoi. Egretele (smocuri de pene situate pe cap, deasupra ochilor, asemănătoare cu urechile) sunt mari, vizibile, ciocul și picioarele sunt puternice, coada scurtă, aripile lungi și late. Coloritul penajului este similar la ambele sexe. Discul facial (disc de pene dispuse radiar care înconjoară ochiul) brun-cenușiu cu o nuanță ocru, marginile discului facial ușor mai întunecate, subțiri și indistincte. Sprâncenele și penele din jurul ciocului sunt albicioase. Egretele lungi și ascuțite sunt negricioase. Creștetul este brun-roșcat sau ocru-brun cu dungi și vermiculații brun-închise sau negricioase. Părțile superioare brun-roșcate sau ocru-brune cu numeroase pete mari (formate de centrele penelor), striații longitudinale și linii transversale negricioase, mantaua este mai neagră, gâtul gălbui, mai deschis la culoare decât mantaua. Remigele aripilor și rectricele cozii sunt brun-roșcate sau ocru-brune cu dungi negricioase sau brun-închise. Gâtlejul albicios; restul părților inferioare brun-roșcate, mai deschise pe abdomen, cu dungi longitudinale lungi negre pe piept și striații longitudinale înguste negre și linii fine transversale negre pe flancuri și abdomen. Tarsul și degetele picioarelor acoperite în întregime cu pene pufoase și dese, roșcate și pătate cu brun, ghearele încovoiate, foarte ascuțite, brun-negricioase cu vârfurile negre. Ochii foarte mari, irisul portocaliu, aproape roșu, dar există indivizi cu iris galben. Ciocul puternic curbat este negru, ceroma măsliniu-cenușie. Strigătul teritorial e un "bu-hu" sau "uuu-hu" puternic, repetat de obicei la fiecare 8-10 secunde, care se aude departe, până la 4 km. Strigătul de alarmă este o explozie de note nazale "kua kua kua kua".
Vânează numai în timpul nopții, zburând fără zgomot, la distanțe de până la 15 km de cuib. Locul de odihnă de peste zi este în arbori bătrâni, în crăpături în stâncă sau în grote. Hrana este formată, în mod deosebit, din păsări de talii diferite, începând de la potârnichi, corvide, pescăruși, rațe, până la acvile sau cucuvele pe care le capturează numai noaptea în timp ce acestea dorm. De asemenea, se hrănește cu mamifere, începând de la popândăi, șoareci, șobolani, bizami, arici, lilieci,  până la iepuri, dihori, jderi, nevăstuici. Atacă prin surprindere și mamifere mari cum sunt vulpile sau puii de căprioară cu o greutate de până la 17 kg. Se hrănește și cu broaște, șerpi, pești și chiar insecte sau crabi. Având o vedere foarte slabă bufnița (vede aproape numai în alb și negru), în timpul vânătorii se bazează mai mult pe auzul foarte fin și pe capacitatea de a zbura fără zgomot, astfel încât de multe ori prada este luată prin surprindere în timp ce zboară aproape de pământ sau de copaci, pe care o prinde cu ghearele sale lungi, ascuțite, puternic încovoiate. Zborul se asemăna cu cel al șorecarului.  În ciuda taliei și a ghearelor impresionante este un răpitor nocturn retras,  iar comportamentul agresiv țintit asupra omului este rar. În captivitate se îmblânzește.
Este o specie teritorială și monogamă, uneori pe viață. Cuibul și-l instalează în scorburile mari ale arborilor, în găurile din pereți lutoși, stâncoși sau pe o buză de stâncă mai mare care este camuflată sub un perete, uneori își face cuibul pe sol. În zonele cu stuf și-l poate amplasa direct pe substrat, în inima stufului. S-au găsit însă cupluri clocind în cuiburile părăsite ale altor specii de păsări, spre exemplu în cel al ciorii de semănătură, berzei sau răpitoarelor mari. Cuibul și-l amenajează sumar fiind de fapt o mică depresiune în substratul ales. Bufnița păstrează locul de cuibărit mai mulți ani. Femela depune ponta în martie.  Ponta constă în mod obișnuit din 2-3 ouă, depuse la intervale de 2-4 zile. Incubația durează 34-36 de zile și este asigurată numai de femelă, care este hrănită în tot acest timp de către mascul. Clocește o sigură dată pe an. Puii sunt nidicoli, acoperiți cu un puf des, de culoare alb-murdar. Femela rămâne cu puii în primele 2-3 săptămâni, și, înainte de a-i hrăni, sfâșie în bucăți mai mici hrana adusă de mascul; mai târziu aduc mâncare puilor ambii părinți. După 5 săptămâni puii părăsesc cuibul; ei devin zburători după 7 săptămâni, efectuând zboruri scurte, zboară bine abia după 12 săptămâni, însă stau în apropierea cuibului și sunt dependenți de părinți 20-24 săptămâni.

## Galerie

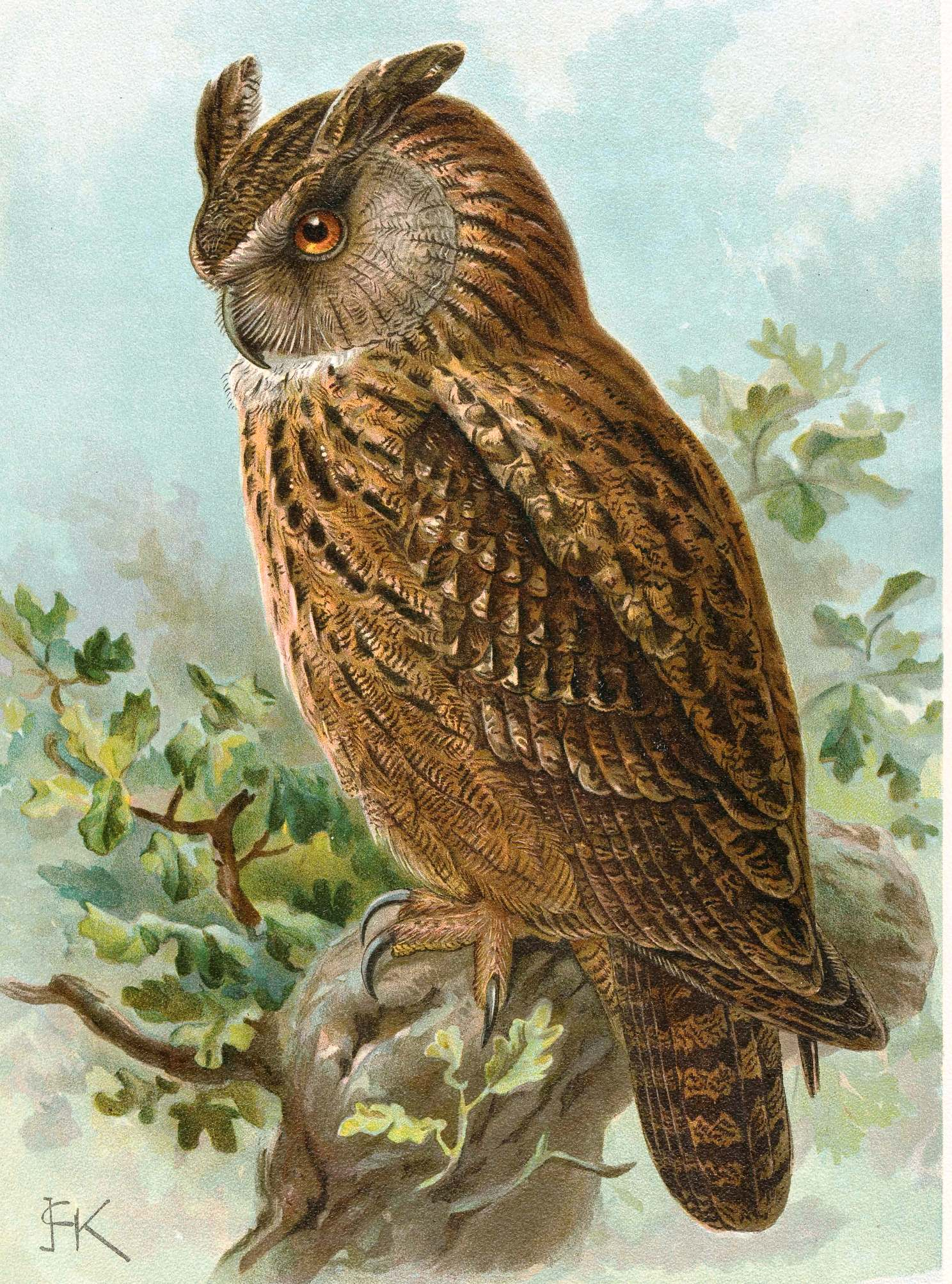
Buha după Naumann
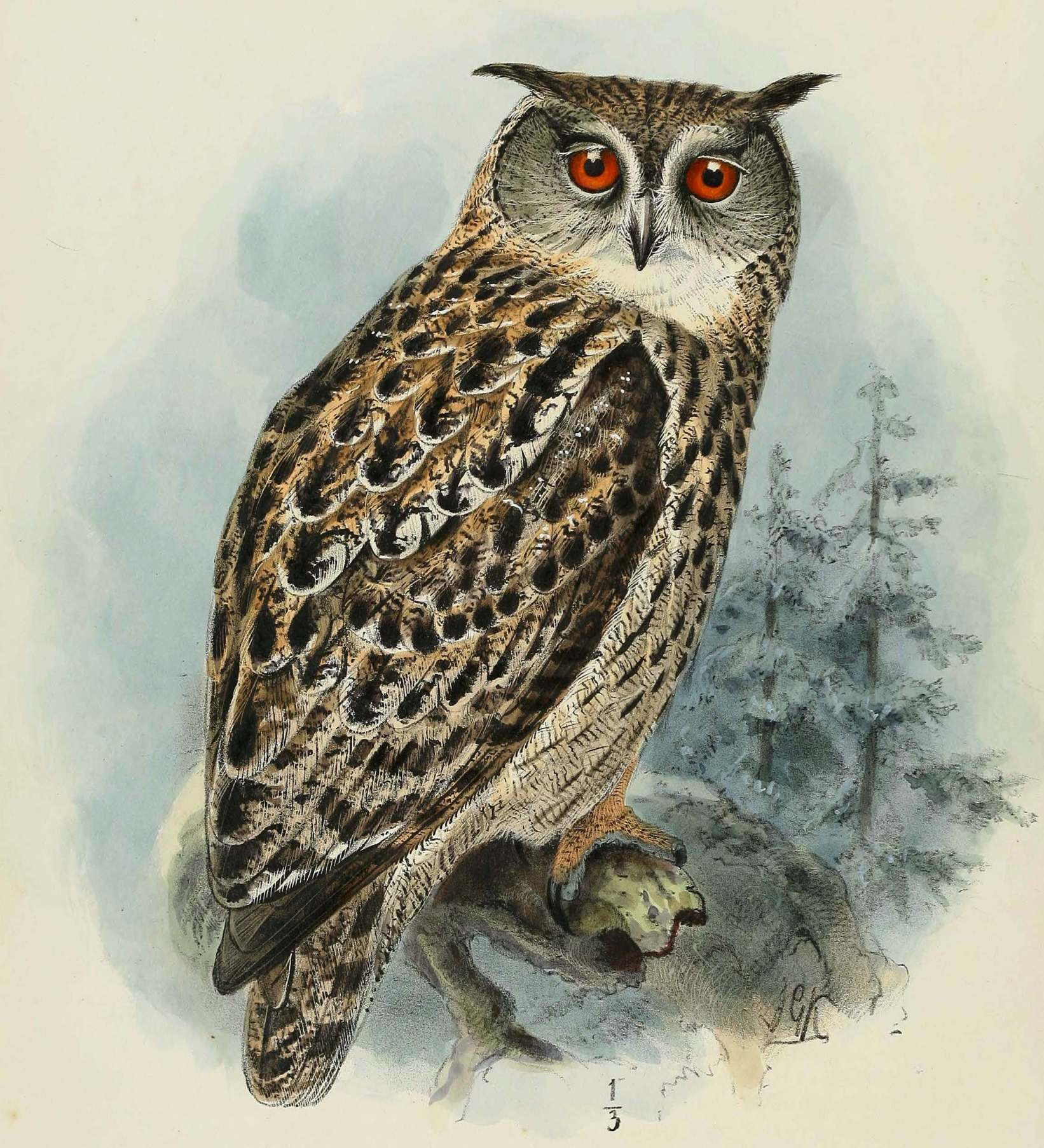
Buha după Dresser
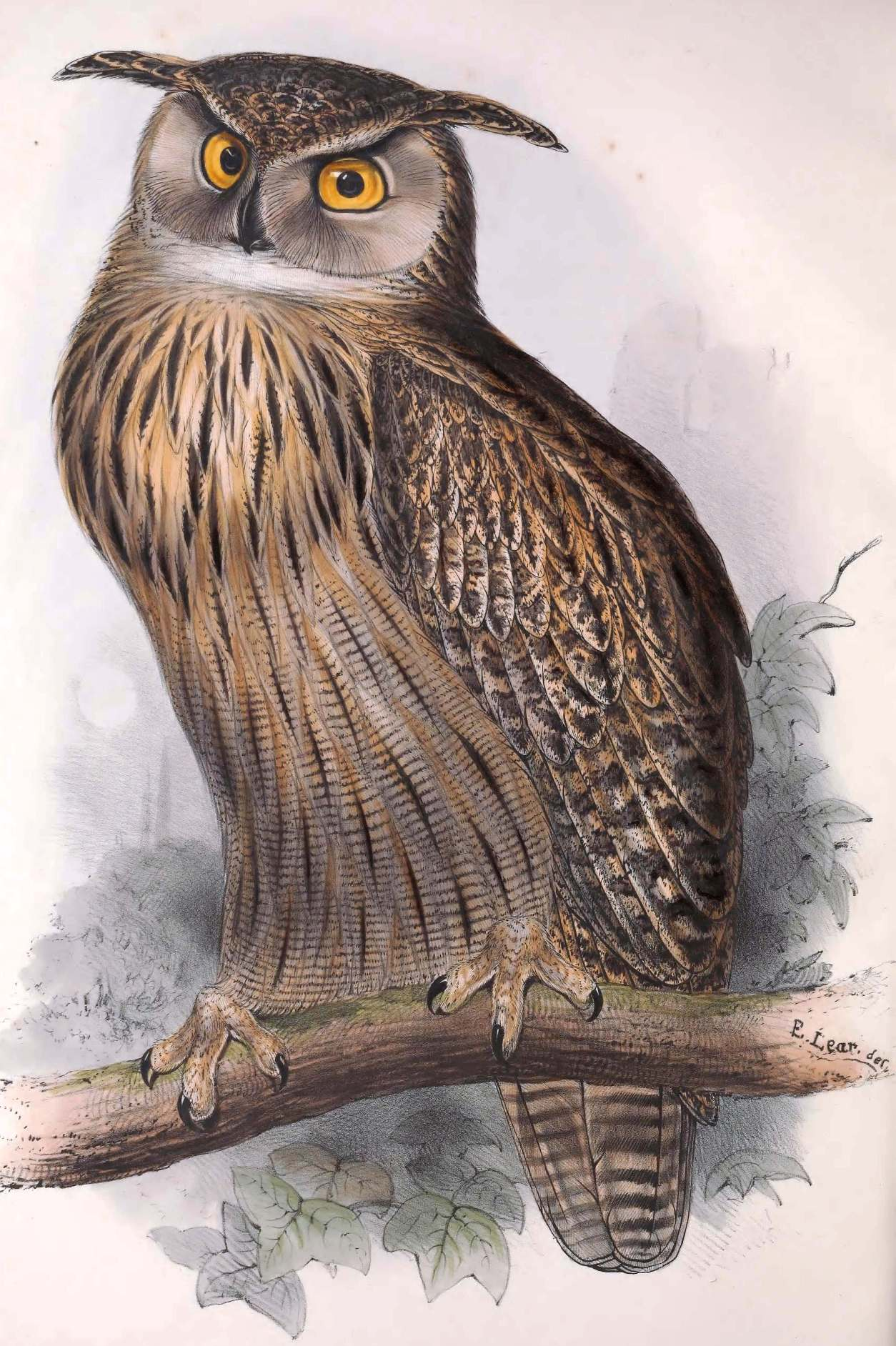
Buha după John Gould
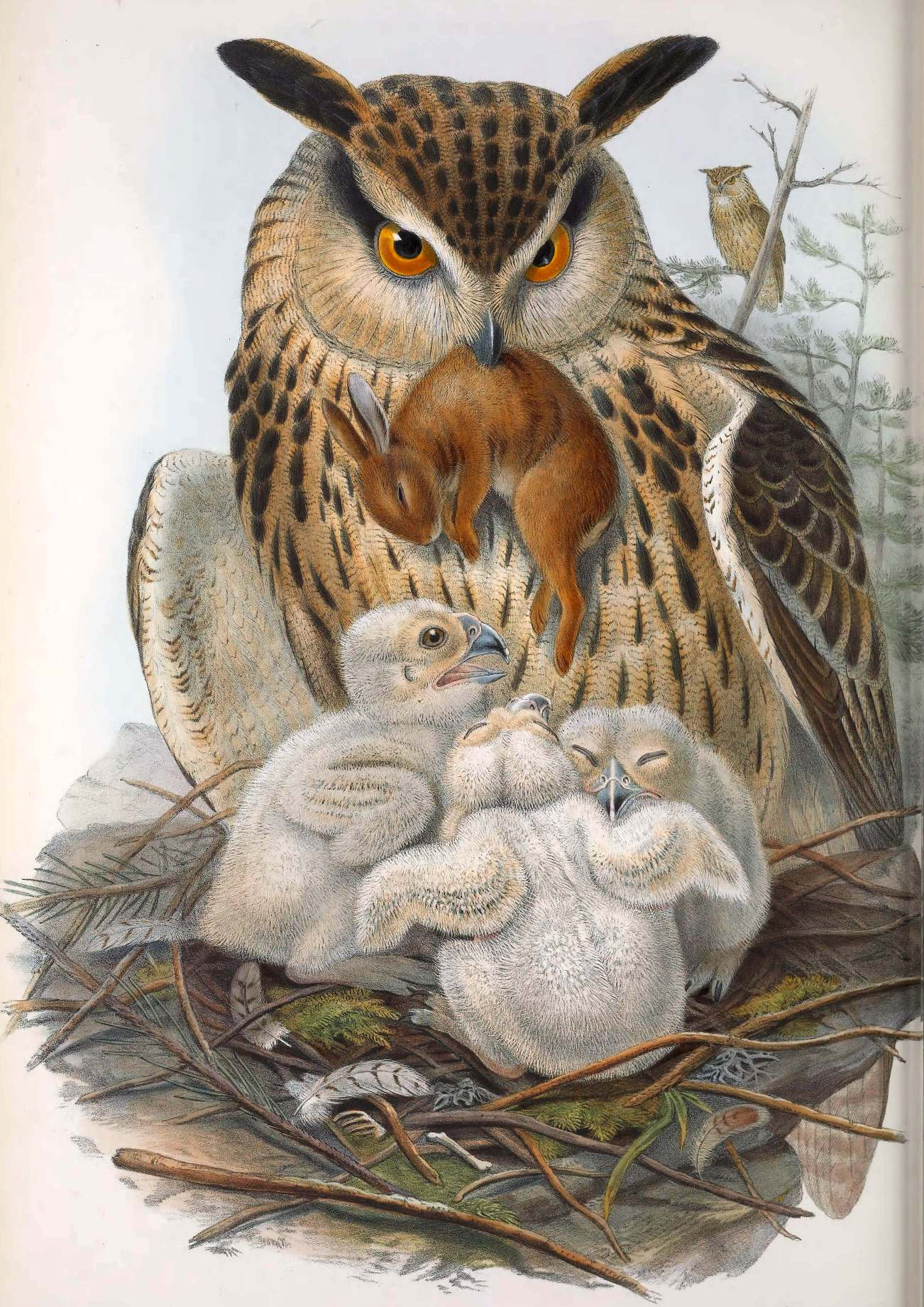
Buha după John Gould